# Монро (округ, Западная Виргиния)
Монро (англ. Monroe County) — один из 55 округов штата Западная Виргиния в США.

## Описание
Округ расположен в южной части штата, с юга и востока граничит с Виргинией, с севера и запада — с другими округами штата. Назван в честь 5-го Президента США Джеймса Монро (в то время он ещё не стал главой государства, а был губернатором Виргинии). Столица — Юнион, крупнейший город — Олдерсон (частично находится в соседнем округе). Открытых водных пространств почти нет (0,06% от общей площади округа в 1228 км²).

## История
Округ был создан 14 января 1799 года путём отделения части соседнего округа. В 1928 году на территории округа был обнаружен крупный алмаз весом почти 6,9 граммов, получивший собственное имя «Алмаз Джонса». В том же году открылась первая федеральная женская тюрьма в стране Federal Prison Camp (частично находится в соседнем округе). В округе отмечается свой собственный праздник — День фермера (первый уикенд июня).

## Транспорт
Через округ проходят следующие крупные автодороги:
- федеральная трасса U.S. Route 219
- трасса West Virginia Route 3
- трасса West Virginia Route 12
- трасса West Virginia Route 122
- трасса West Virginia Route 311

## Демография
| 1800 год — 4188 жителей 1810 — 5444 (+30,0%) 1820 — 6620 (+21,6%) 1830 — 7798 (+17,8%) 1840 — 8422 (+8,0%) 1850 — 10 204 (+21,2%) 1860 — 10 757 (+5,4%) 1870 — 11 124 (+3,4%) | 1880 — 11 501 (+3,4%) 1890 — 12 429 (+8,1%) 1900 — 13 130 (+5,6%) 1910 — 13 055 (-0,6%) 1920 — 13 141 (+0,7%) 1930 — 11 949 (-9,1%) 1940 — 13 577 (+13,6%) 1950 — 13 123 (-3,3%) | 1960 — 11 584 (-11,7%) 1970 — 11 272 (-2,7%) 1980 — 12 873 (+14,2%) 1990 — 12 406 (-3,6%) 2000 — 14 583 (+17,5%) 2010 — 13 502 (-7,4%) 2011 — 13 534 (оценка) |

Расовый состав
- Белые — 92,7%
- Афроамериканцы — 6,0%
- Азиаты — 0,2%
- Коренные американцы — 0,2%
- Гавайцы или уроженцы Океании — 0,0%
- Две и более расы — 0,9%
- Прочие — 0,0%
- Латиноамериканцы (любой расы) — 0,5%

## Достопримечательности

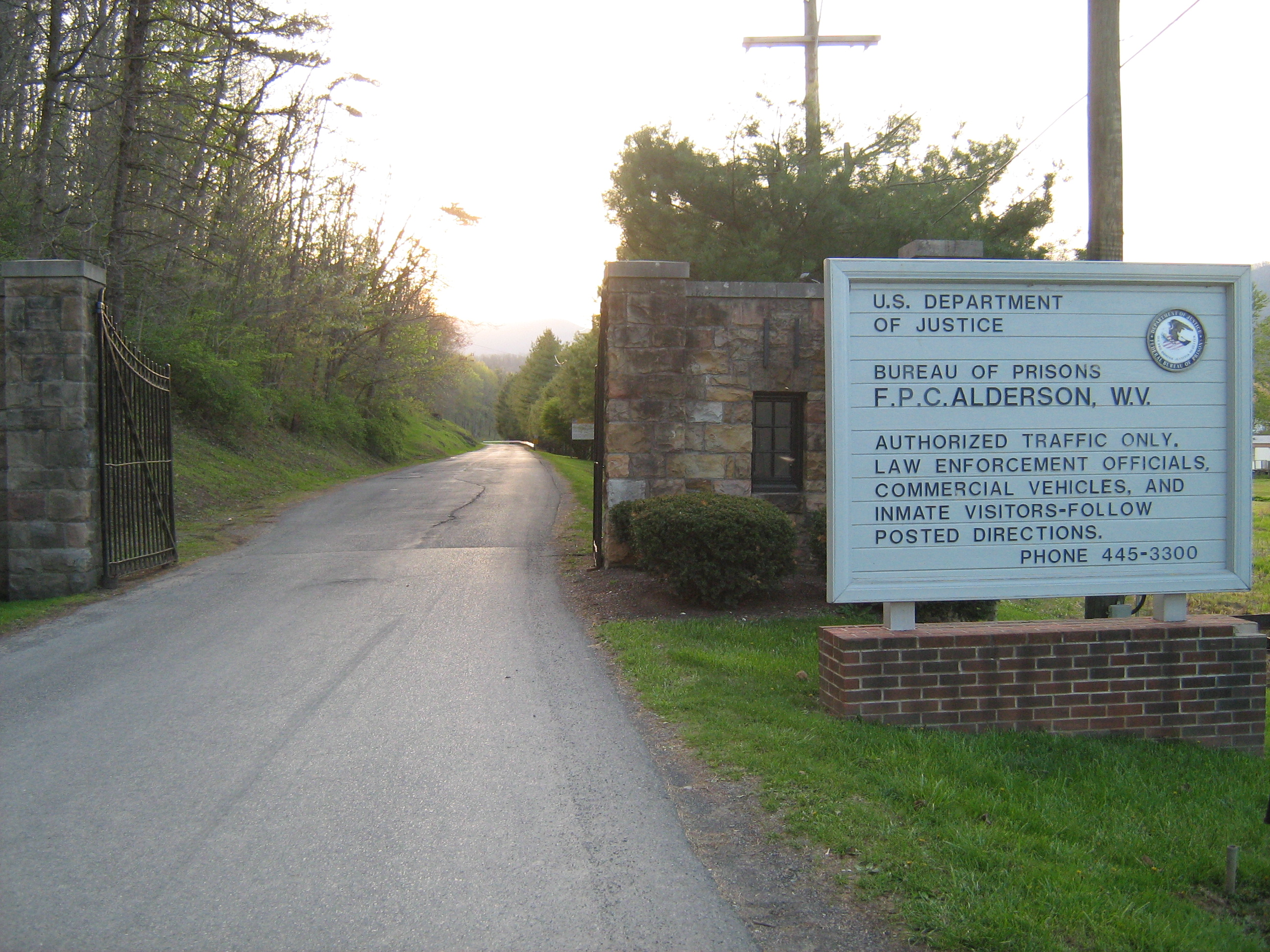
Въезд на территорию женской тюрьмы Federal Prison Camp

- Национальные леса Джорджа Вашингтона и Джефферсона (англ. George Washington and Jefferson National Forests) (частично)
- Пещера Хэйнса (англ. Haynes Cave)
- Мост через Индиан-Крик (англ. Indian Creek Covered Bridge)
- Церковь Рехобот (англ. Rehoboth Church)
- Государственный парк англ. Moncove Lake State Park
- Заповедник англ. Bluestone Wildlife Management Area (частично)